# Eugeniusz Sawicki
Eugeniusz Sawicki (ur. 1949 w Zabłudowie) – polski urzędnik mianowany służby cywilnej i dyplomata, ambasador RP w Malezji (2003–2009).

## Życiorys
Absolwent prawa Uniwersytetu Warszawskiego oraz Moskiewskiego Państwowego Instytutu Stosunków Międzynarodowych.
W 1973 rozpoczął pracę w Ministerstwie Spraw Zagranicznych, specjalizując się w problematyce Afryki i Bliskiego Wschodu. Uczestniczył m.in. jako tłumacz w pracy polskiej jednostki wojskowej w Egipcie w ramach sił UNEF (1975). Był attaché ambasady w Dar es Salaam (1976–1981), I sekretarzem, a następnie zastępcą ambasadora w ambasadzie w Harare (1984–1989). Naczelnik Wydziału Afryki Subsaharyjskiej w Departamencie Afryki, Azji i Oceanii (1990–1993). Od 1993 do 1994 uczestniczył w misji pokojowej ONZ UNOSOM II w Somalii jako dyrektor biura regionalnego. W listopadzie 1994 objął stanowisko radcy w ambasadzie RP w Pretorii, które sprawował do 1998. W 1999 został skierowany do pracy w misji OBWE w Chorwacji. Po powrocie pracował w Departamencie Afryki i Bliskiego Wschodu, od listopada 2001 jako zastępca dyrektora. Od 18 listopada 2003 do 30 września 2009 ambasador RP w Malezji. Po powrocie naczelnik wydziału ds. Afryki Subsaharyjskiej.